# Thori(IV) fluoride
Thori(IV) fluoride (ThF4) là một hợp chất hóa học vô cơ. Đó là một loại bột màu trắng hút ẩm có thể được tạo ra bằng phản ứng giữa thori với khí fluor. Ở nhiệt độ trên 500 °C, nó có khả năng phản ứng với không khí ẩm để tạo ra ThOF2.

## Ứng dụng
Mặc dù có tính phóng xạ nhẹ, thori(IV) fluoride được sử dụng như một vật liệu chống rung trong lớp phủ quang đa lớp. Nó có độ trong suốt trong khoảng 0,35-12 μm, và bức xạ của nó chủ yếu do các hạt alpha, có thể dễ dàng bị chặn bởi một lớp phủ mỏng của vật liệu khác.
Thori(IV) fluoride được sử dụng trong sản xuất đèn hồ quang carbon nhằm cung cấp ánh sáng cường độ cao cho máy chiếu phim và đèn chiếu sáng. 